# Santa Maria (Bragança)
Santa Maria is een plaats (freguesia) in de Portugese gemeente Bragança en telt 3 404 inwoners (2001).